# 安格班
安格班（Angband）是托爾金小說中的地點，第一紀元時期魔苟斯的大本營，辛達林語的意思是「鐵之囚牢 Iron prison、鐵之地獄 Hells of Iron」（直譯為昆雅之 Angamando 或 Angamanda）。太陽紀第一紀元時修建，位於貝爾蘭極北，在英格林山脈西邊盡頭。安格班上有大火山安戈洛墜姆（Thangorodrim）保護，魔苟斯在那裡統治了直到第一紀元的結尾，在憤怒之戰中被破壞。
在《中土世界的歷史》一書中，安格班名叫Angamandi。